# Puceron noir du cerisier
Myzus cerasi
Espèce
Le puceron noir du cerisier (Myzus cerasi) est une espèce d'insectes hémiptères de la famille des Aphididae, un parasite très virulent du cerisier et du merisier. Ce puceron, en s'alimentant de la sève, secrète simultanément une toxine engendrant un enroulement des feuilles.
Ils apparaissent au printemps aux extrémités des pousses. Les femelles émigrent en été, retournent sur le cerisier en septembre et s'y multiplient par parthénogenèse. En septembre apparaissent des mâles ailés qui fécondent les femelles qui pondent à la base des bourgeons terminaux.
Très difficile à détruire, il est impératif de traiter avant l'apparition de ces pucerons.

## Description
Les adultes mesurent 2 mm de long, sont globuleux, noirs, très brillants à reflets brun foncé.

## Biologie
L'hivernation se fait à l'état d'œuf pondu sur le tronc, les branches ou à la naissance des bourgeons. Les femelles fondatrices apparaissent en mars-avril.
Plusieurs générations se succèdent à l'extrémité des pousses du Cerisier ou à la face inférieure des feuilles, rassemblant le feuillage en paquets compacts au milieu desquels circulent de nombreuses fourmis.

## Cycle de vie
Les ailés apparaissent en juin-juillet et émigrent sur les hôtes secondaires sur lesquels ils se multiplient.
Le vol de retour sur le cerisier et la ponte des œufs d'hiver interviennent à partir d'octobre.

## Dégâts
Les dégâts de ce puceron sont fréquents. Ils coïncident avec la maturation des cerises et peuvent être très importants chez les jeunes sujets.
Les feuilles se recroquevillent en s'enroulant, se gaufrent et se rassemblent en paquets souvent très denses. L'arbre entier prend un aspect rabougri. Le miellat provoque des brûlures et le dessèchement des feuilles.

## Traitement
- En hiver : aux huiles minérales pour détruire les œufs.
- Au printemps : à la bouillie nicotinée.